# Chapelle Saint-Martin d'Hymmeville
La chapelle Saint-Martin d'Hymmeville est sur le territoire de la commune de Quesnoy-le-Montant, dans l'ouest du département de la Somme, non loin d'Abbeville.

## Historique
La chapelle d'Hymmeville a été construite au XIIe siècle. Le clocher a été restauré en 2018.

## Caractéristiques
La chapelle a été construite en brique et pierre (pierre blanche taillées et galets de silex). Sa façade d'une grande sobriété est percée d'une porte en arc en plein cintre et surmontée d'un clocher à campenard avec double arcade pour abriter deux cloches.
Certaines fenêtres conservent des vitraux représentant Dieu le père ou saint Martin partageant son manteau. Les vitraux éclairant le chœur sont jugés « exceptionnels ».
Cette chapelle semble être « un des plus anciens édifices religieux de la contrée ».